# Печатка Міннесоти

Велика печатка штату Міннесота

Велика печатка штату Міннесота — державний символ штату Міннесота, США. Було затверджено 11 травня 2024 

## Дизайн
Сонце на західному обрії позначає літо в північній півкулі. Видимість горизонту символізує плоскі рівнини, що охоплюють більшу частину Міннесоти. Індіанець верхи їде на південь і являє собою індійську спадщину Міннесоти. Кінь і спис індіанця, а також сокира піонера, гвинтівка і плуг — інструменти, які використовувалися для полювання і праці. Пень символізує важливість лісової промисловості в історії Міннесоти. Річка Міссісіпі і водоспади Сант-Антоні зображені, щоб відзначити важливість води в транспортуванні і промисловості. Посівна земля і плуг символізують важливість сільського господарства в Міннесоті. Три сосни представляють державне дерево і три великі соснові регіони Міннесоти: Санта-Крус, Міссісіпі, і Озеро Верхнє .
Колишня печатка та прапор викликали критику, особливо з боку корінних груп, через зображення стосунків між білими поселенцями та корінними американцями. У відповідь на ці занепокоєння в травні 2023 року законодавча влада Міннесоти створила комісію з редизайну гербів штатів, щоб змінити як печатку, так і прапор штату. 5 грудня вони одноголосно вибрали дизайн від Росса Бруггінка, на якому зображені гагара, птах штату Міннесота, і Полярна зірка, а також тематика природи Міннесоти. Нова печатка замінила попередню на День державності (11 травня) 2024 року.